# Xã Sheridan, Quận Holt, Nebraska
Xã Sheridan (tiếng Anh: Sheridan Township) là một xã thuộc quận Holt, tiểu bang Nebraska, Hoa Kỳ. Năm 2010, dân số của xã này là 221 người.